# Niamh Charles
Niamh Louise Charles (Wirral, 21 giugno 1999) è una calciatrice inglese, ala del Chelsea e della nazionale inglese.

## Carriera

### Club
Dopo aver giocato per l'Accademy del Liverpool, la su sezione giovanile, Charles viene aggregata alla squadra titolare dove, sotto la guida tecnica di Scott Rogers, non ancora diciassettenne ha debuttato nell'aprile 2016, rilevando Emma Lundh al 68' dell'incontro pareggiato 2-2 con il Sunderland. In seguito alle sue eccellenti prestazioni nel campionato 2016 con il Liverpool e con l'Inghilterra U-17, è stata nominata per il premio Women's Rising Star ai Northwest Football Awards.

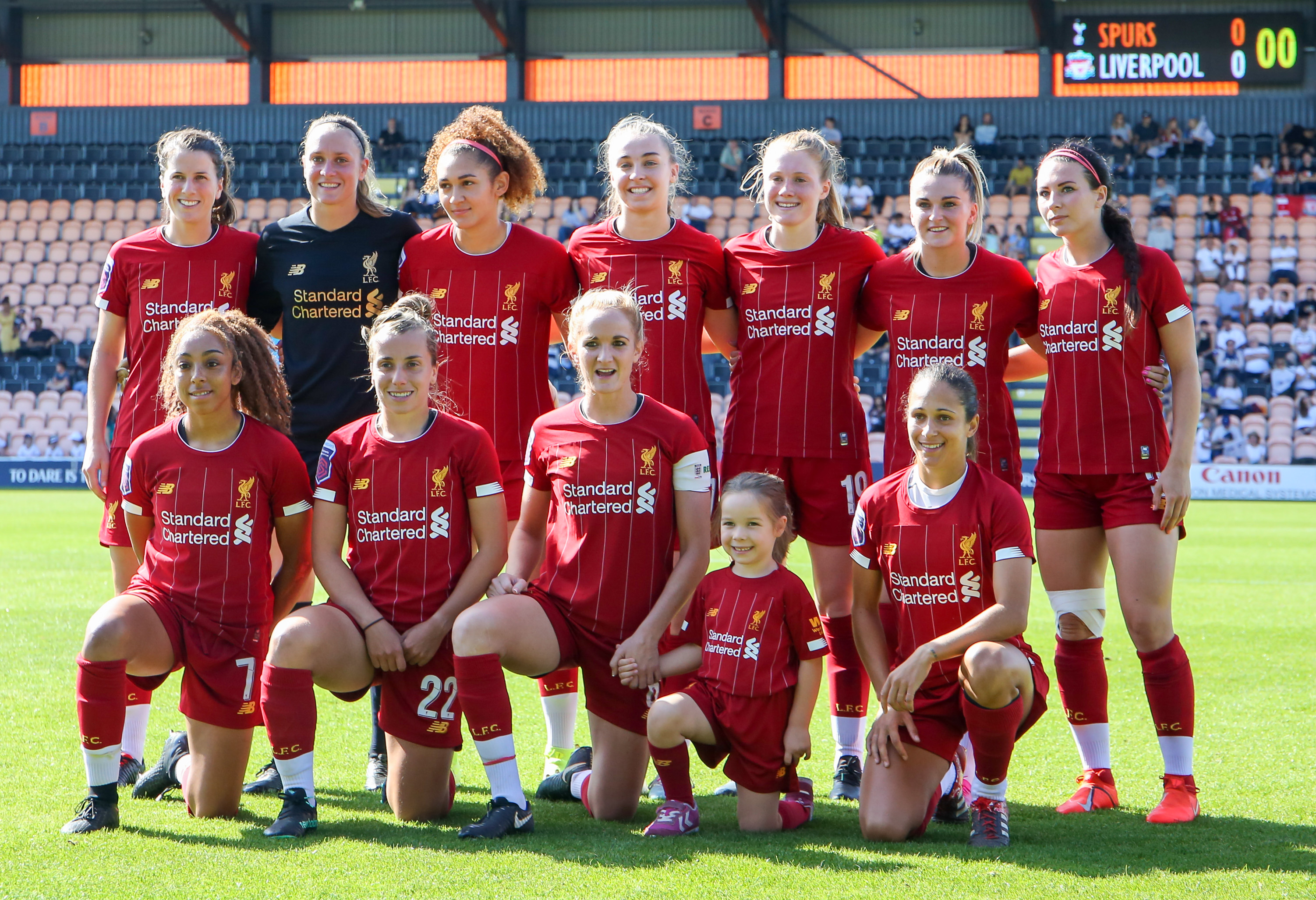
Charles, al centro della fila superiore, in posa con la formazione del prima dell'incontro con il del 15 settembre 2019.

Resta legata alla società anche negli anni successivi, ottenendo nel campionato di transizione, citato anche come Spring Series, dallo schema di torneo "estivo" a uno schema di torneo "invernale", la migliore prestazione fino a quel momento, il 4º posto in campionato e raggiungendo le semifinali nella Women's FA Cup 2016-2017. Charles condivide poi la parabola discendente della squadra, affidata ancora alla guida di  Scott Rogers, il 6º posto in WSL 1 2017-2018, prestazione che convince il tecnico a lasciare il club a fine stagione, e l'8º in il campionato successivo, rinnovando tuttavia il contratto nel marzo 2019, per quella che rimane la sua più difficile stagione con le Reds. La squadra, allenata da Vicky Jepson dal 2018, stenta ad uscire dalla parte bassa della classifica e, anche a causa della sospensione definitiva del campionato per le restrizioni dovute alla pandemia di COVID-19, il Liverpool non ha più occasione di riscattare l’insufficiente competitività della prima parte della stagione, classificandosi al 12º e ultimo posto con conseguente retrocessione in FA Women's Championship.
Dopo la retrocessione del Liverpool, Charles decide di lasciare la società firmando un contratto con il Chelsea per la stagione entrante, inaugurando così il suo periodo di maggior successo professionale.
Con la società londinese e sotto la guida tecnica di Emma Hayes, nelle due stagioni successive ottiene due titoli di campione d'Inghilterra e due FA Women's Cup consecutivi, ai quali si aggiungono la FA Women's League Cup 2020-2021 e aver disputato, perdendola con il Manchester City, quella successiva. Grazie a queste prestazioni Charles ha inoltre l'opportunità di disputare per la prima volta in carriera la UEFA Women's Champions League, raggiungendo la finale dell'edizione 2020-2021.

### Nazionale
Charles inizia a essere convocata dalla Federcalcio inglese (The FA) nel 2015, indossando da quell'anno la maglia della formazione Under-17, chiamata dal tecnico federale John Griffiths per le qualificazioni all'Europeo di Bielorussia 2016 durante le quali risulta la terza miglior marcatrice dell'Inghilterra con sei reti. Ottenuto l'accesso alla fase finale, Charles è nuovamente in rosa, contribuendo con 4 reti al percorso della sua nazionale che, dopo aver chiuso al primo posto e a punteggio pieno la fase a gironi, viene superata di misura dalla Germania, 4-3 il risultato, in semifinale, riesce ad aggiudicarsi il terzo posto battendo la Norvegia, posizione che le consente anche di accedere al Mondiale di Giordania 2016.
Nuovamente inserita in rosa, Griffiths la impiega in tutti i quattro incontri disputati dall'Inghilterra nel Mondiale senza riuscire a mettere a segno alcuna rete, superando come seconda classificata del gruppo C la fase a gironi ma venendo eliminata dal Giappone, vincitrice dello scontro diretto per 3-0, ai quarti di finale 
Del 2017 è la sua prima convocazione con la Under-19, chiamata dal tecnico Mo Marley in occasione della fase finale dell'Europeo di Irlanda del Nord 2017, dove scende in campo in tutti i quattro incontri disputati dalla sua nazionale, i tre nel gruppo B della fase a gironi, dove con una vittoria e due sconfitte non riesce ad accedere alle semifinali, e nei play-off per la qualificazione al Mondiale Under-20, dove l'Inghilterra riesce a superare per 2-0 le pari età della Scozia aggiudicandosi il quarto posto per il Mondiale di Francia 2018.
Marley, responsabile anche della formazione Under-20, la convoca nuovamente, impiegandola in tre dei sei incontri dell'Inghilterra che la vedono superare la fase a gironi, con due vittorie e un pareggio nel gruppo B, battere per 2-1 i Paesi Bassi ai quarti di finale, perdere la semifinale per 2-0 con il Giappone, e infine ottenere la medaglia di bronzo battendo la Francia ai rigori, dopo che i tempi regolamentari si erano chiusi con una rete per parte, nella finale per il terzo posto.
Il 27 maggio 2021 è stato annunciato che Charles è stata selezionata dal tecnico Hege Riise come una delle quattro riserve della rappresentativa olimpica britannica di calcio femminile per le Olimpiadi di Tokyo 2020, posticipate all'estate del 2021 a causa della pandemia di COVID-19, dove è una delle più giovani giocatrici in partenza per il paese asiatico. Benché Riise non la impieghi, Charles è tra le disponibili in panchina nell'incontro del 24 luglio vinto per 1-0 con il Giappone, condividendo con le compagne il cammino della propria squadra che, concluso al primo posto il girone E della fase a gironi, viene bloccato ai quarti di finale dall'Australia, vincitrice dello scontro diretto per 4-3 ai tempi supplementari eliminando le britanniche dal torneo.
Sempre nel 2021 arriva la convocazione in nazionale maggiore, chiamata dal CT ad interim Riise in occasione della doppia amichevole del 9 e 13 aprile con Francia e Canada, debuttando nella prima rilevando Alex Greenwood nel secondo tempo dell'incontro perso con le avversarie 3-1. Con il definitivo avvicendamento della panchina, affidata a Sarina Wiegman, la fiducia non viene meno, venendo più volte convocata in occasione delle qualificazioni al Mondiale di Australia e Nuova Zelanda 2023 pur impiegata per pochi minuti nell'incontro del 17 settembre 2021 vinto 8-0 sulla Macedonia del Nord e saltando l'incontro di ritorno dell'8 aprile 2022 perché risultata, da asintomatica, positiva al COVID-19 assieme a Bethany England.

## Palmarès

### Club
- Campionato inglese: 3

Chelsea: 2020-2021, 2021-2022, 2022-2023
- FA Women's Cup: 3

Chelsea: 2020-2021, 2021-2022, 2022-2023
- FA Women's League Cup: 1

Chelsea: 2020-2021
- FA Women's Community Shield: 1

Chelsea: 2020

### Nazionale
- Arnold Clark Cup: 2

2022, 2023
- Finalissima: 1

2023
- Campionato d'Europa: 1

2025